# La cascata Peričnik
La cascata Peričnik (in sloveno: Peričnik) sono delle cascate situate nell'insediamento di Mojstrana a Kranjska Gora. Sono situate all'interno del Parco nazionale del Tricorno ed in particolare nella Valle di Vrata.
Nascono grazie al torrente Peričnik, in realtà ci sono due cascate, una da 16 ed una da 52 metri.